# Tokyo Investigative Newsroom Tansa
Tokyo Investigative Newsroom Tansaは、特定非営利活動法人Tansaが運営する報道機関。探査報道に特化した国際的な独立メディアで、主にオンライン上で記事を発信している。編集長は元朝日新聞の渡辺周。顧問弁護士は喜田村洋一。

## 概要
「探査報道」を専門とする。探査報道とは、暴露しなければ永遠に伏せられる事実を、独自取材で掘り起こし報じることを指す。一般的に「調査報道」と呼ばれるが、調査報道よりも深く緻密な取材をしているため「探査報道」と呼んでいる。
Tansaの目的は、犠牲者や被害者の置かれている状況を変え、原因となっている権力の不正を終わらせることである。取り上げるテーマは犠牲者を救うために何を変えたらいいのかという視点で選んでおり、社会の流行りや読者の興味に合わせてテーマを選ぶことはしていない。また、ジャーナリストとしての倫理を最優先に、権力に遠慮せず、あらゆる手段を使って不正の事実と証拠を入手し報じると公言している。
探査報道が挑む国家権力や企業はすでに国境を越えて広く活動しているため、Tansaではジャーナリズムのグローバルスタンダードである世界規模での連携を重視している。Tansaは2018年、82か国211の独立・非営利ニュース組織（2021年6月時点）が加盟する「Global Investigative Journalism Newsroom」の公式メンバーに日本で初めて加盟した。報道機関としては国内唯一の加盟組織である。殆どの記事や動画を、日本語と英語の2言語で発信している。
経営は、非営利組織（NPO法人）として運営している。あらゆる権力から独立するため、企業からの広告料を受け付けていない。また、経済状況に関わらず誰でも探査報道にアクセスできる社会であってほしいとの思いから、読者からの購読料を一切とっていない。収入は、個人からの寄付、財団などからの助成金、探査報道ジャーナリスト養成学校「Tansa School」の受講料が主な財源となっている。寄付には、毎月の継続寄付や特典のついたメンバーシップなどがある。

## 沿革
Tansaはワセダクロニクルとして、2017年2月1日に早稲田大学ジャーナリズム研究所で創刊。「大学発メディア」として、ジャーナリズムの実践とジャーナリスト教育の両立を目指して立ち上がった。創設者および編集長は、元朝日新聞記者の渡辺周。創刊シリーズ「買われた記事」では、電通と共同通信による20年前から続くステマ記事の真相を暴いた。製薬企業から金を受け取った電通が、さらに共同通信に委託し、新薬の宣伝を「広告」ではなく「記事」として配信していたというスクープである。株主総会で問いただされた電通は社内規定の見直しを表明し、共同通信は対価を伴う一般記事の廃止を約束した。東京都は製薬会社に改善命令を下した。この報道により、日本外国特派員協会から「報道の自由推進賞」を授与された。
2018年2月1日、NPO法人ワセダクロニクルとして早稲田大学から独立した。シリーズ「強制不妊」で、旧優生保護法のもと、厚生省が強制不妊手術の件数を都道府県に競わせていたことや、手術件数が全国最多の北海道が「千人突破記念誌」を発行していたことなどスクープを放った。他のメディアも追随し、国会議員が超党派で被害者救済の法案作りに着手した。安倍晋三元首相が被害者に謝罪し、救済法の成立が実現した。この報道により、反貧困ネットワークの「貧困ジャーナリズム大賞」を受賞した。強制不妊の推進にあたっては、当時のNHK経営委員や河北新報会長などメディアが当事者として加担していたことを暴いたことも評価された。この報道でNHK幹部は国会に呼ばれて説明を求められたが、事実確認ができないと言い訳に終始した。
その後も探査報道シリーズや連載コラムを数多くリリース。2020年には、ジャーナリズム支援市民基金から「ジャーナリズムXアワード大賞」を授与された。
ジャーナリスト教育に力を入れるという創刊当初の目標を引継ぎ、2020年11月に探査報道ジャーナリスト養成学校「Tansa School」を開校。国内外から多彩な講師を招き、オンライン授業と対面授業を併用した長期講座を実施している。「市民をジャーナリストに」、「ジャーナリストを一流のジャーナリストに」をモットーに、全国の記者をはじめ、弁護士、議員、投資家、NGO職員、学生などあらゆる受講生が集っている。現在Tansa Schoolは休止中。
2021年3月、NPO法人Tansaに名称を変え、ニューズルーム名を「Tokyo Investigative Newsroom Tansa」に変更した。同年10月、編集長の渡辺周が世界最大の社会起業家グローバルネットワーク「Ashoka」が認定する社会起業家、「Ashoka Special Relationship Innovator」に選出された。日本では7人目であり、日本のジャーナリズム分野では初めての選出となる。
国内外の報道機関と共同取材をしている。
・都営団地で、毎日1人が独りで死んでいた(1) - ガーディアン紙との共同企画
・公害経験国のもう1つの顔 ： 石炭火力は止まらない ー アジアのなかの構造的差別(1) - ニュース打破(韓国)、TEMPO(インドネシア)との共同取材
・野村グループをドイツ検察が捜査／欧州各国、世界の金融詐欺ネットワークから株配当税で20兆円の被害／「CumEx文書」が暴露 - CORRECTIV(ドイツ)、BBC、Le Mondなどとの共同取材
・調査報道・新世紀 File3 子どもを狙う盗撮・児童ポルノの闇(後編) - NHKスペシャルとの共同取材

## 裁判
2024年9月30日、安倍晋三元首相の国葬関連文書の開示を求めて国を提訴した。自由人権協会所属弁護士に所属の5名が弁護団を結成。

## 主な探査報道シリーズ
- 買われた記事[8]

電通と共同通信が20年前から読者を欺いていた。スポンサーのカネが伴う「宣伝」を、「記事」として配信していた。暴かれたタブーに、共同の配信を受けてきた地方紙が沈黙する中、電通が株主総会で表明した方針とは?
- 強制不妊[9]

敗戦後、「日本民族の復興」を掲げた政治家が、不妊手術の強制を合法化した。狙いは障害者の排除。医師、裁判官、NHK幹部ら「エリート」が1万6500人超への手術を推進した。「ナチス化」を危惧する声もかき消される。
- 製薬マネーと医師[10]

製薬会社の「お客様」は患者ではない。薬を処方する医師だ。年間1000万円超が、学会の推奨薬を決めたり薬の値段を決めたりする医師に「ポケットマネー」として渡る。「政治とカネ」を凌ぐ癒着の構造が、そこにあった。
- 消えた核科学者[11]

動燃のプルトニウム製造係長、竹村達也氏が1972年に失踪した。その直後、刑事は動燃にきて「北に持って行かれたな」という。竹村の技術は北朝鮮の核兵器開発に利用されたのではないか。日本人拉致の真の目的とは何か。
- 双葉病院 置き去り事件[12]

2011年3月11日、原発から5キロの病院に多くの寝たきり患者が取り残された。原発が水素爆発してもなお、救助の手は及ばない。すべての救出が完了したのは16日。45人が命を落とした。「戦時下」に匹敵する非常事態の中で何があったのか。検察の調書を調べていくと、自衛隊の致命的なミスをはじめ数々の新事実が明らかになる。
- 公害「PFOA」[13][14]

「PFOA」は、フッ素加工のフライパンや撥水加工の衣服に使われている化学物質だ。だが胎児への影響や、発がん性が判明。日本では2021年10月に製造が禁止された。その矢先、大阪・摂津市の住民の血液から高濃度のPFOAが検出される。近くにはPFOAを製造してきたダイキンの工場。なぜ、住民の体内に蓄積するまで製造を続けたのか。週刊誌「週刊金曜日」にて提携連載企画を行っている。
- 虚構の地方創生[15]

コロナ禍で全国に渡った地方創生臨時交付金が、無駄遣いの温床になっていた。だが巨額をつぎ込んでも、東京一極集中は進むばかりだ。2014年以来の「地方創生」は政権維持と大企業のための虚構だった。
- 誰が私を拡散したのか[16]

知らない間に、写真や動画が性的な「商品」にされている。取引の舞台はスマホアプリだった。カネ目当ての投稿者が次々と「商品」を投稿・拡散する。当局の摘発も追いつかない。被害者の苦しみは永遠に続く。アプリはGoogleやAppleで提供され、少なくとも10万回以上ダウンロードされた。巨大プラットフォームが支える構造をなくさない限り、この地獄は終わらない。
- 保身の代償 〜長崎高2いじめ自殺と大人たち〜[17]

長崎県にあるカトリック系私立海星学園で2017年、1人の高校生がいじめを苦に自殺した。遺族はわが子に起きた悲劇が繰り返されないよう願い、真相を追及している。だがそこへ、高校と長崎県、さらに共同通信と長崎新聞が遺族の前に「壁」となって現れる。保身に走る大人たちが、繰り返されるいじめ自殺の構造を温存する。保身の代償はあまりに大きい。
- 記録のない国[18]

安倍晋三・元首相の国葬実施をなぜ閣議決定で決めたのか。官邸は「法の番人」内閣法制局との協議記録を隠蔽した。民主主義の基本は、「記録」、「公開」、「検証」だ。だがこの10年、行政では公文書の隠蔽や改ざんが横行し、情報公開法すら踏みにじる。過去の経緯が分からないまま、行政への追認を繰り返すわけにはいかない。
- 自民支えた企業の半世紀[19]

日本は「国民主権」ではなく、「財界主権」ではないのか。大企業が儲かっても非正規雇用が増え、働く人が困窮する。法人税率は引き下げられても、消費税は増税・・・。結局、常に大企業にとって有利な状況が出現する。力の源泉は自民党への献金だ。半世紀に渡る献金データを元に、自民党と大企業との「共依存」を解き明かす。

## データベース
「製薬マネーデータベース」は、製薬会社から医師個人に支払われた謝礼や研究費の金額を検索できる。製薬会社から金を受け取ったことで、医師の処方や研究が製薬会社に有利なようにゆがめられることがないよう、支払いの透明化を目的にしており、誰でも無料で利用できる。特定非営利活動法人医療ガバナンス研究所との共同製作である。2019年に文部科学省が、製薬マネーデータベースを使用し、2016年度に2,000万円以上を得た大学教授は7人いたことを発表した。このことは国会で取り上げられ、各大学に対して医学部医師の兼業規定や倫理規定の見直しを求める考えを表明した。2020年度分データからは医療ガバナンス研究所が単独で運営。「製薬マネーデータベース『Yen For Docs』」として公開している。
「JUDGIT!」は、国の予算の使い道を簡単に検索できるデータベースである。予算の使用前の計画ではなく、実施に使用した実績額を調べられる。無駄な税金の使い方をしていないか、予算配分が手薄になっているところはないか、などを調べやすくする統合データベースである。政策シンクタンクの構想日本、データ可視化が専門のVisualizing.JP、日本大学文理学部情報学科の尾上洋介研究室と共同で製作。無料で公開している。

## 受賞歴
- 2017年 - 日本外国特派員協会 「報道の自由推進賞」
- 2018年 - 反貧困ネットワーク「貧困ジャーナリズム大賞」
- 2019年 - Linked Open Deta チャレンジ Japan 2019 アプリケーション部門「優秀賞」
- 2020年 - 一社オープン&ビッグデータ活用・地方創生推進機構「最優秀賞」、ジャーナリズム支援市民基金「ジャーナリズムXアワード大賞」[2]
- 2022年 - アジア・パシフィック・イニシアティブ「PEPジャーナリズム大賞」、ジャーナリズム支援市民基金「ジャーナリズムXアワード大賞」
- 2023年 - メディア・アンビシャス大賞＜活字部門＞優秀賞[23]、ジャーナリズム支援市民基金「ジャーナリズムXアワード大賞」

## メディア掲載・出演等

### メディア
2024年
- JBPress：著者に聞く／北による拉致か否か、核燃料開発事業に関わったあるエリート研究者の失踪
- 雑誌『世界』：4月号　対談・新しいメディアと調査報道のかたち
- デモクラシータイムス：安倍国葬決定、驚きの舞台裏～関連文書公開を求め提訴【Tansa × Democracy Times 探査報道最前線】

2023年
- FRIDAY DIGITAL：知らぬ間に自分の写真と動画が “性的商品”に…巨大プラットフォームが支える「地獄の構図」
- FRIDAY DIGITAL：始まりは交際相手の興味本位の投稿。3年経った今でも動画が…警察は？巨大プラットフォームの責任は？
- FRIDAY DIGITAL：「警察が動かざるを得なくなったら最悪」性的画像拡散の加害者グループ「作戦会議」に潜入してみたら…
- デモクラシータイムス：PFOA ダイキンを追う！ダイキン、今もPFOA排出【Tansa報道最前線】
- デモクラシータイムス：PFOA汚染・フライパンから水道まで～ダイキンを追う【Tansa報道最前線】
- デモクラシータイムス：長崎いじめ自殺　保身の代償～最後の砦メディアの裏切り【探査報道最前線】

2022年
- 週刊金曜日・提携連載企画：「公害『PFOA』」
- デモクラシータイムス：フライパンが危ない!隠された令和の水俣「PFOA」NO.1【Tansa報道最前線】
- デモクラシータイムス：ダイキン城下町の公害 隠された令和の水俣「PFOA」NO.2【Tansa報道最前線】
- デモクラシータイムス：東京の水も危ない⁉ 汚染源は横田基地? 隠された令和の水俣「PFOA」NO.3【Tansa報道最前線】
- デモクラシータイムス：PFOA汚染と母子 令和の水俣「PFOA」NO.4【Tansa報道最前線】
- デモクラシータイムス：ダイキン「社外秘」文書入手!摂津でPFOA大量排出【Tansa×デモタイ 探査報道最前線】

2021年
- NEWSポストセブン：「五輪組織委とスポンサー企業の議事録「中止世論を逆転させるべき」

2020年
- 日刊ゲンダイDIGITAL・提携連載企画：「消えた核科学者 警察庁拉致関係リストの真実」
- 東洋経済オンライン：「製薬71社が大学に年200億円も寄付金払う事情」

2018年
- 日刊ゲンダイDIGITAL「語り部の経営者たち」：<1>無給で走り続けた2年間
- 日刊ゲンダイDIGITAL「語り部の経営者たち」：<2>寄付金による報道に勝算
- 日刊ゲンダイDIGITAL「語り部の経営者たち」：<3>記事にお金がついてくる
- 日刊ゲンダイDIGITAL「語り部の経営者たち」：<4>当局提供ネタよりも発掘
- 日刊ゲンダイDIGITAL「語り部の経営者たち」：<5>気が付けば同士が自然に

### 議会
2022年
- 参議院予算委員会 2022年（令和3年）5月30日 立憲民主党 蓮舫「新型コロナウイルス感染症対応地方創生臨時交付金の使途について」[24]